# Иванищи (Старицкий район)
Ивани́щи (Ивани́ши) — село в Старицком районе Тверской области. Относится к Архангельскому сельскому поселению.
Расположено в 20 километрах к северо-востоку от районного центра Старица, на правом берегу Волги, рядом с шоссе «Тверь — Ржев». По окраине деревни — речка Иванишка.

## Название

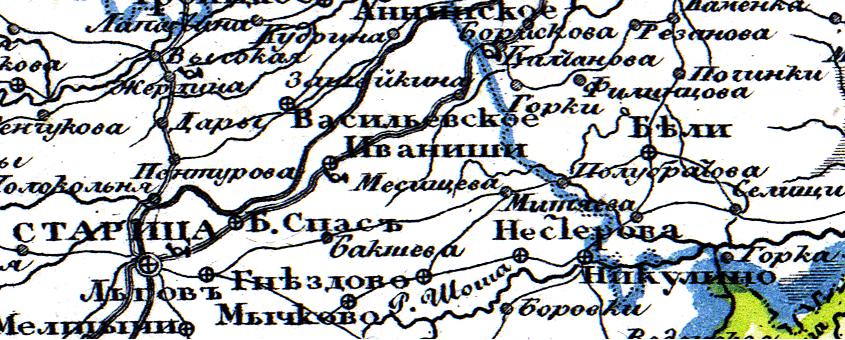
Иваниши на карте Шуберта, 1829

Наименование Иванищи зарегистрировано в Государственном каталоге географических названий под № 0109535.
Изначальное название села Иваниш (Иванишъ), этимология которого восходит к названию реки Иванишка (Иваниша), давшей название Успенскому Иванишскому (Ванишскому) монастырю, основанному (предположительно) в XV в. Название Иваниш употреблялось наряду с Иваниши (ставшим употребительным едва ли не одновременно с изначальным) вплоть до середины XIX в., когда последнее окончательно вытеснило первое. Правильное (употребляемое ныне старожилами и местными жителями) название села — Иваниши, но в современных классификаторах, почте, на картах пишется через «щ» вследствие ошибки.
Причина ошибки — небрежность писцов и составителей карт. Например, в «Генеральном алфавите Тверской губ. Старицкого уезда» 1777 года монастырь записан как «Иванижской». Написание через «ж» единично, употребление «щ» до середины XX в. крайне редко.
Производный от названия села топоним, соседняя деревня Иванишинские Горки, употребляет «ш». Равно как и название речки — Иванишка.

## История
В начале XVI века село Иваниши (Иванишъ) принадлежало боярину Ивану Шигоне-Поджогину, который в своей вотчине построил каменный монастырский храм Успения Пресвятой Богородицы, сохранившийся до наших дней.
Монастырь упразднён при секуляризационной реформе 1764 года. Успенский храм до 1939 и с 2002 является приходским.
В середине XIX века — казённое село Иваниши Старицкого уезда Тверской губернии, на Тверском тракте, церковь, ярмарка, 32 двора, 186 жителей (1859 год).
В 1996 году в деревне было 9 хозяйств, 12 жителей.

## Население
| 1859 | 1886 | 2002 | 2010 |
| ---- | ---- | ---- | ---- |
| 186  | ↘159 | ↘13  | →13  |

## Достопримечательности

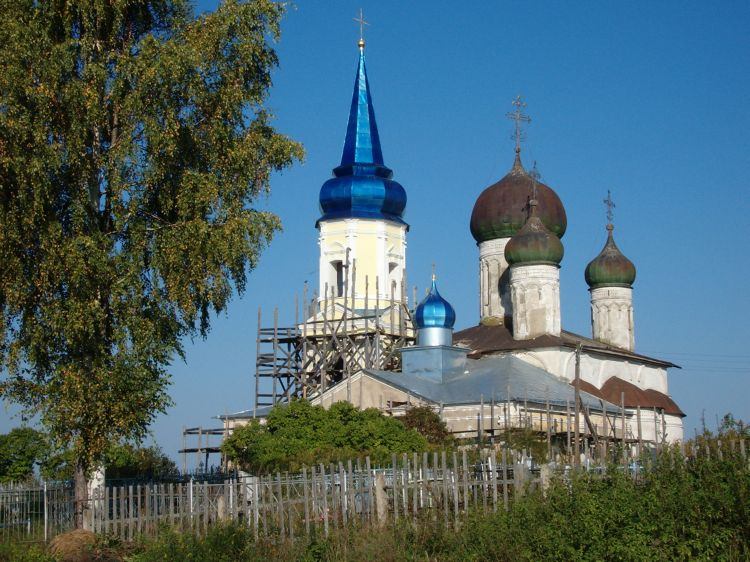
Успенский храм. 2006 год

- Храм Успения Пресвятой Богородицы (1534—1542), соборный храм бывшего Успенского Иванишского мужского монастыря. Одно из старейших сохранившихся архитектурных сооружений Тверской области.
- Поблизости от храма расположен памятник природы «Иванищенская сосна».
- Недалеко от села находятся «Святой родник» с купелью.
- Здесь снимались эпизоды фильма Гардемарины, вперёд!